# Stanley Smith Stevens
Stanley Smith Stevens ( 4. listopadu 1906 – 18. ledna 1973) byl americký psycholog a vysokoškolský učitel.

## Život
V roce 1927 se zapsal na University of Utah a v roce 1929 přestoupil na Stanford University. Na Harvardově univerzitě získal doktorát z psychologie. V letech 1932 až 1934 pokračoval pod vedením Edwina G. Boringa v psychologickém výzkumu na Harvardově lékařské fakultě a v letech 1935 až 1936 přešel na fyzikální oddělení Harvardovy univerzity. Poté přešel na „psychologické oddělení“, založené v roce 1934, a v roce 1938 se stal docentem psychologie. V roce 1940 na žádost amerického letectva založil Psychoakustickou laboratoř, aby zkoumal účinky hlasitého hluku na člověka. V roce 1946 byl jmenován řádným profesorem psychologie. Na jeho vlastní naléhání byl jeho titul v roce 1962 změněn na „profesor psychofyziky“.

## Vědecká práce
V roce 1936 navrh „Son“ jako jednotku měření subjektivní hlasitosti zvuku a společně s Johnem Volkmannem a Edwinem Newmanem vyvinuli Melovu stupnici pro vnímanou výšku tónu.
V roce 1951 napsal standardní dílo experimentálního psychologického výzkumu –  Handbook of Experimental Psychology (česky: Příručkaexperimentální psychologie.
Jeho hlavním dílem je Psychophysics (česky: Psychofyzika), kterou posmrtně dokončila jeho manželka jako redaktorka.